# Вод
Вод je мања тактичка војна јединица сачињена од две или више десетина или патрола. Организација вода разликује се зависно од државе или вида војске па тако водови у неким оружаним снагама могу бројати од 9 до чак 100 војника. Међутим, генерално, вод се састоји од 30 до 50 војника.
На челу вода се углавном налази командант у чину официра, најчешће поручник док му је први помоћник млађи водник.
У односу на састав, наоружање и намену вода, он може бити пешачки, оклопни, извиђачки и др. Више водова чини чету, ескадрон или батерију.

## Галерија
- Вод америчких Маринаца
- Вод немачке војске
- Марш једног литванског вода